# باری گاردینر
باری گاردینر (انگلیسی: Barry Gardiner؛ زادهٔ ۱۰ مارس ۱۹۵۷) سیاست‌مدار اهل بریتانیا است.